# Juan Brenz
Juan Brenz (Weil der Stadt, 24 de junio de 1499 - Stuttgart, 11 de septiembre de 1570) fue un reformador y teólogo protestante alemán.

## Juventud y estudios
Juan Brenz era hijo de Martin Heß, llamado Brenz. Sobre su niñez y juventud se conoce poco. Ya en 1514 empezó sus estudios en la Universidad de Heidelberg. La aparición de Lutero en la convención agustina en Heidelberg  (Heidelberger Disputation) el 26 de abril de 1518 lo impresionó profundamente; fue el comienzo de una estrecha relación que duraría toda su vida. De Heidelberg pasó a Schwäbisch Hall como predicador de la iglesia principal de San Miguel, donde el 8 de septiembre de 1522 realizó su primera prédica. Se desconoce si el Concejo de Schwäbisch Hall pretendía reformar la iglesia local con esta medida. De cualquier forma, Brenz comenzó rápidamente su acción reformadora.

## Actuación en Schwäbisch Hall (1522-1548)

### Introducción de la Reforma y reordenación de la Iglesia
La introducción de la Reforma se realizó gradualmente. Con prédicas, por ejemplo, contra la veneración de los santos, Brenz, que había sido ordenado sacerdote de forma tradicional, preparaba el terreno. En este sentido, trabajaba estrechamente con Johann Eisenmenger y Michael Gräter, los curas de las iglesias de San Miguel y Santa Catalina. Durante la Guerra de los campesinos alemanes de 1525, Brenz se posicionó decididamente contra el levantamiento, pero —al contrario que Lutero, que exigía un castigo severo— pedía un trato indulgente de los campesinos, puesto que los gobiernos y señores también habían tenido culpa. Criticó con dureza el castigo de los campesinos rebeldes que realizó el concejo de Schwäbisch Hall: Cuando los gobiernos y señores no comprendan las quejas anteriores, sino que impongan más castigo y plaga, al final lo pagarán en carne propia. En la Navidad de 1525 celebró por primera vez el servicio religioso en ambas formas, y la misa fue suprimida en San Miguel y Santa Catalina en 1527, en tanto que en otras iglesias no se eliminó hasta 1534.
Con la ordenación de la Iglesia evangélica alemana de 1527, Brenz concibió una modificación de las estructuras religiosas de Schwäbisch Hall. Prédica, bautizo y eucaristía obtuvieron una nueva forma, al igual que el transcurso del culto religioso o el derecho matrimonial, que salió del terreno del derecho canónico y fue trasladado al terreno civil. Brenz se ocupó en informes, por ejemplo, de temas como el divorcio, impedimentos para el matrimonio o procedimientos a seguir en caso de adulterio. También las escuelas fueron incluidas en la reforma de la Iglesia. Escolares con talento debían aprender, independientemente de su origen, latín y así conseguir la base para continuar con sus estudios. Impulsó la educación escolar para niñas, a las que pertenecen las Sagradas Escrituras tanto como a los hombres. Un elemento importante dentro de la educación fue el catecismo, que transmitía las creencias en forma de preguntas y respuestas. De los tres catecismos editados por Brenz, el más importante es el de 1535, aunque todos tuvieron una gran influencia. Hasta 1999 se habían editado en total 518 ediciones, entre las que se encuentran algunas en otros idiomas. Aparte de Lutero, Brenz es considerado como el autor de catecismos más importante del protestantismo.
La Reforma fue introducida definitivamente, tanto en Schwäbisch Hall como en las tierras que dependían de la ciudad, con ayuda de la ordenación de la Iglesia editada por Brenz en 1543.

### Brenz como consejero y experto
Brenz era solicitado para dar su consejo en muchos otros temas, a los que trataba desde el punto de vista teológico. A ello le ayudó un importante conocimiento de materias jurídicas. Por encargo del Príncipe Elector del Palatinado, estudió la legitimidad de la lista de 12 exigencias de los campesinos durante su levantamiento (Bauernkrieg). Más tarde estudiaría el derecho a oponerse al emperador. A destacar es su posición en lo relativo a si debía ajusticiarse a los anabaptistas, reformadores radicales. A pesar de que en su razonamiento Brenz no trata la tolerancia, sino que se basa en razones religiosas para oponerse a las ejecuciones, su rechazo frontal tuvo un papel importante en la historia del concepto de la tolerancia. Esta línea también la siguió en Wurtemberg, donde tuvo que enfrentarse al anabaptista Kaspar von Schwenckfeld y sus seguidores.
Otro problema acuciante era la caza de brujas. Brenz nunca negó la existencia de brujas, pero previno contra las confesiones obtenidas bajo tortura y consideró mejor dejar escapar a mil culpables que condenar a un inocente. También trabajó en este sentido en 1562, cuando una tormenta de granizo en Wurtemberg desencadenó una caza de brujas. Brenz indicó que el granizo era un castigo de Dios, por lo que aquellos que clamaban que se castigara a las brujas, se estaban acusando a sí mismos.

### Influencia
La influencia de Brenz se extendió a círculos distantes de Schwäbisch Hall a través de su correspondencia y su actividad como consejero y experto. A menudo recibía ofrecimientos para ocupar puestos honorables, por ejemplo, de Inglaterra, pero siempre las rechazó, de la ciudad de Núremberg o de los caballeros de Kraichgau, que se habían hecho evangélicos muy pronto y con los que tenía estrechos contactos. El príncipe elector Jorge de Brandeburgo-Ansbach lo llamó una y otra vez como consejero. La ordenación conjunta de la iglesia de Brandeburgo y Núremberg de 1533 es básicamente obra suya. También tenía contactos estrechos con el duque Ulrico de Wurtemberg y sirvió de consejero para la introducción de la Reforma y reorganizó para el duque la Universidad de Tubinga de 1537 a 1537.
Tuvo un papel importante como «el hombre de Lutero en la Alemania Meridional» en la representación del protestantismo y en las diferentes discusiones de la época. En la disputa sobre la eucaristía se colocó sin dudarlo del lado de Lutero y participó con este en las conversaciones religiosas de Marburgo en 1529, en las que se intentó llegar a un acuerdo con los teólogos reformados seguidores de las ideas de Ulrico Zuinglio. Tras su participación, había entrado definitivamente en los círculos de teólogos protestantes más importantes y a partir de ese momento fue solicitado a menudo en cuestiones religiosas. Así participó en 1530 en la Dieta Imperial en Augsburgo y redactó junto con Felipe Melanchthon la Confesión de fe de Augsburgo, una de las declaraciones centrales del protestantismo. En 1537 actuó en la Liga de Esmalcalda y en las discusiones religiosas de Worms (1540) y Ratisbona (1545/1546).
A pesar de todas estas obligaciones, Brenz encontró tiempo para compilar una gran obra escrita, lo que le convirtió en uno de los más productivos teólogos del siglo XVI. Entre sus obras se encuentran innumerables prédicas, comentarios teológicos y otros. Hasta 1901 se habían editado sus obras 681 veces. Brenz no evitaba discusiones publicitarias con autores católicos y protestantes.

### Familia
La rotura personal con la Iglesia católica la marcó Brenz con su casamiento con Margarethe Gräter, viuda del concejal Hans Wetzel y hermana del cura de Santa Catalina, con la que tuvo cinco hijas y un hijo. A través de este matrimonio entró en la alta burguesía de Schwäbisch Hall. Su segunda mujer, Katharina, con la que se casó en 1550 tras la muerte de Margarethe, era sobrina de su colega Johann Eisenmenger.
Entre sus descendientes se cuentan personalidades como Dietrich Bonhoeffer, Georg Wilhelm Friedrich Hegel, Ludwig Uhland, Hermann Hesse y Richard von Weizsäcker.

## Huida de Schwäbisch Hall y estancia en el Ducado de Wurtemberg (1548-1570)

### La huida
Las tensiones entre los centros protestantes y el emperador Carlos V culminaron en la Guerra de Esmalcalda, que terminó con una rápida victoria del Emperador en la Batalla de Mühlberg. Debido a que Brenz había llamado a la resistencia contra el Emperador, tuvo que huir en diciembre de 1546 cuando las tropas imperiales tomaron la ciudad. Tras su vuelta, hizo una crítica aguda contra el Interim de Augsburgo (Augsburger Interim), con el que Carlos V pretendía resolver la cuestión religiosa en gran parte a favor de la Iglesia católica. El canciller imperial Granvella ordenó finalmente apresar a una delegación de personas de Schwäbisch Hall para forzar la entrega de Brenz. Gracias a un aviso anónimo, se escapó por los pelos al apresamiento y huyó definitivamente de la ciudad el 24 de julio de 1548, dejando atrás a mujer e hijos. En los siguientes años se escondió bajo la protección del duque Ulrico de Wurtemberg en diferentes lugares, hasta que a partir de 1550/1551 pudo volver a aparecer en público.

### El organizador de la Iglesia Evangélica de Wurtemberg
El duque Cristóbal de Wurtemberg, hijo de Ulrico que había fallecido en 1550, nombró a Brenz como su principal consejero en asuntos teológicos. En 1553 Brenz consiguió la dirección de la Colegiata de Stuttgart. Su misión más importante desde entonces fue organizar la Iglesia evangélica del ducado. Una parte de este trabajo consistía, por ejemplo, en reformar los conventos en 1559, que convirtió en las famosas escuelas colegiales, así como montar una organización eclesiástica dirigida al duque. Estos esfuerzos desembocaron en la llamada Gran ordenación eclesiástica de Wurtemberg de 1559, en la que se colocaron las bases tanto teológicas como organizativas de la Iglesia Evangélica de Wurtemberg. Aunque ha experimentado numerosos cambios, la Iglesia Evangélica de Wurttemberg sigue estando marcada por las doctrinas estrictamente luteranas que le dio Brenz.
Además, Brenz pronunciaba el sermón en la Colegiata de Stuttgart y celebraba los cultos no sólo en domingo y días de fiesta, sino también entre semana, siempre que sus numerosos viajes no lo impidieran. Este teólogo desempeñó asimismo un papel importante durante la Gran Reunión del Parlamento de Wurtemberg de 1565, cuando consiguió solventar la discusión entre el duque y los estamentos campesinos sobre el derecho a resistir el cambio de religión.
Igualmente, la representación del protestantismo hacia afuera siguió siendo una tarea importante. Brenz fue el autor principal de la Confesión de Wurtemberg (Confessio Württembergica) para cuya entrega viajó en 1552 con una delegación evangélica al Concilio de Trento. Intentó entablar conversaciones oficiales, pero no lo logró. A finales de la década de 1550, Brenz participó asimismo en la renacida disputa pública sobre la eucaristía.
El 11 de septiembre de 1570 murió Juan Brenz en Stuttgart de unas fiebres, y con él desapareció la primera generación de grandes reformadores y teólogos luteranos.

## La tumba
Juan Brenz fue enterrado en la Colegiata de Stuttgart debajo del púlpito. En la iglesia se encuentra un epitafio realizado en 1584 con un retrato de Brenz, pintado por Jonathan Sautter de Ulm; 70 años después de la muerte de Brenz se enterró en la tumba de Brenz al contrarreformador y jesuita Eusebius Reeb que había trabajado en Stuttgart.
Tras la destrucción de la colegiata en la Segunda Guerra Mundial se trasladó el sepulcro. En el año 2000, con ocasión de la restauración de la iglesia, se abrió el dañado sepulcro, encontrándose efectivamente dos enterramientos. Con métodos antropológicos modernos fue posible identificar el cráneo de Brenz.